# آیلند هاربر، آنگویلا
آیلند هاربر (به انگلیسی: Island Harbour) یک منطقهٔ مسکونی در بریتانیا است که در آنگویلا واقع شده‌است. آیلند هاربر ۱٬۱۱۴ نفر جمعیت دارد.